# Noonops
Genre
Noonops est un genre d'araignées aranéomorphes de la famille des Oonopidae.

## Distribution
Les espèces de ce genre se rencontrent au Mexique, aux États-Unis et aux Bahamas.

## Liste des espèces
Selon World Spider Catalog (version 15.0, 2014) :
- Noonops beattyi Platnick & Berniker, 2013
- Noonops californicus Platnick & Berniker, 2013
- Noonops chapul Platnick & Berniker, 2013
- Noonops chilapensis (Chamberlin & Ivie, 1936)
- Noonops coachella Platnick & Berniker, 2013
- Noonops culiacan Platnick & Berniker, 2013
- Noonops floridanus (Chamberlin & Ivie, 1935)
- Noonops furtivus (Gertsch, 1936)
- Noonops iviei Platnick & Berniker, 2013
- Noonops joshua Platnick & Berniker, 2013
- Noonops mesa Platnick & Berniker, 2013
- Noonops minutus Platnick & Berniker, 2013
- Noonops miraflores Platnick & Berniker, 2013
- Noonops mortero Platnick & Berniker, 2013
- Noonops naci Platnick & Berniker, 2013
- Noonops ocotillo Platnick & Berniker, 2013
- Noonops puebla (Gertsch & Davis, 1942)
- Noonops skinner Platnick & Berniker, 2013
- Noonops sonora (Gertsch & Davis, 1942)
- Noonops tarantula Platnick & Berniker, 2013
- Noonops taxquillo Platnick & Berniker, 2013
- Noonops tonila Platnick & Berniker, 2013
- Noonops willisi Platnick & Berniker, 2013

## Publication originale
- Platnick & Berniker, 2013 : The soft-bodied goblin spiders of the new genus Noonops (Araneae, Oonopidae). American Museum Novitates, no 3776, p. 1-48 (texte intégral).